# Kurt Walter Merz

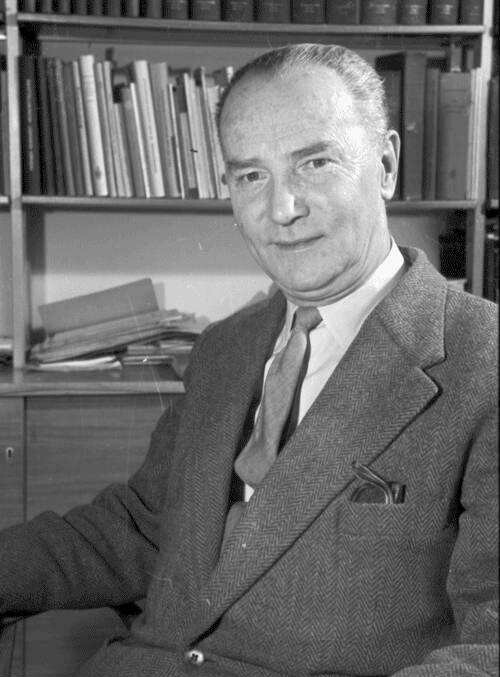
Kurt Walter Merz (1958)

Kurt Walter Merz (* 11. Juli 1900 in Freudenstadt; † 21. Juli 1967 in Freiburg) war ein Chemiker und Pharmakologe.

## Leben
Nach seinem Abitur wurde er 1918 eingezogen, nach dem Kriegsende begann er in der elterlichen Apotheke in Haslach die pharmazeutische Ausbildung. Nach dem bestandenen pharmazeutischen Vorexamen in Karlsruhe studierte er in Freiburg Pharmazie. Nach dem Staatsexamen 1924 ging er nach Frankfurt und studierte dort bei Carl Mannich Chemie. Seine Promotion 1926 war über „Über einige vom l-Phenyl-3-aminobutan sich ableitende Phenolbasen“. Es folgte ein Medizinstudium in Würzburg und Heidelberg, das er 1928 mit der Promotion abschloss. Die Approbation als Apotheker erreichte er 1928, die als Arzt 1929. Bei Walther Straub in München war er ein Jahr, bevor er von 1930 bis 1936 zu Mannich an das Pharmazeutische Institut nach Berlin ging. Dort habilitierte er sich 1932 in Pharmazeutischer Chemie.
Ab 1933 war Merz Mitglied der SA und trat zum 1. Mai desselben Jahres der NSDAP bei (Mitgliedsnummer 2.644.879), für die er auch als Verbindungsmann tätig war.
1936 bekam Merz zuerst den Ruf nach Königsberg vertretungsweise den Lehrstuhl für Pharmazeutische Chemie zu übernehmen. 1937 wurde er dort als Ordinarius und Direktor des Pharmazeutischen Instituts fest angestellt. Während des Zweiten Weltkriegs wurde er als Arzt einberufen, konnte aber seine Lehrtätigkeit weiter fortsetzen. Nach der sowjetischen Kriegsgefangenschaft ging er von 1946 bis 1948 als praktischer Arzt nach Stuttgart, bevor er 1948 den Ruf der Albert-Ludwigs-Universität Freiburg erhielt, als ordentlicher Professor und Direktor des Pharmazeutischen Instituts zu arbeiten, welches er wieder aufbaute. 1959/1960 war er Rektor der Universität.
Basierend auf Mannich legte Merz den Schwerpunkt seiner Tätigkeit auf die Arzneimittelsynthese, der Synthese verschiedener Glycoside, hinzu kamen Prüfmethoden für Antibiotika und die pharmazeutische Analytik. Er war maßgeblich am „Deutschen Arzneibuch (DAB) 7“ und am „Internationalen Arzneibuch“ beteiligt.
Sein „Lehrbuch der Pharmakologie für Apotheker, Chemiker und Biologen“ war ein bedeutendes Standardwerk der Pharmakologie und erschien zwischen 1943 und 1965 in neun Auflagen.
Von 1958 bis 1961 war Merz der Präsident der Deutschen Pharmazeutischen Gesellschaft.

## Ehrungen
Seit 1965 war er Mitglied der Leopoldina.

## Werke
Auszug:
- Grundlagen der Pharmakologie für Apotheker, Chemiker und Biologen, Stuttgart : Wiss. Verl.-Ges., 1944, 2., erg. und verb. Aufl.
- Die maßanalytische Bestimmung der Eisenpräparate des DAB.G., Berlin-Schöneberg ( : E. F. Keller), 1940
- Über einige vom 1-Phenyl-3-amino-butan sich ableitende Phenolbasen,  Borna-Leipzig : Noske, 1926
- Das Pharmakon in unserer Zeit, Freiburg i. Br. : Schulz, 1959
- Grundlagen der Pharmakologie Stuttgart : Wissenschaftl. Verl.-Ges., 1965, 9., neubearb. Aufl.